# Siab

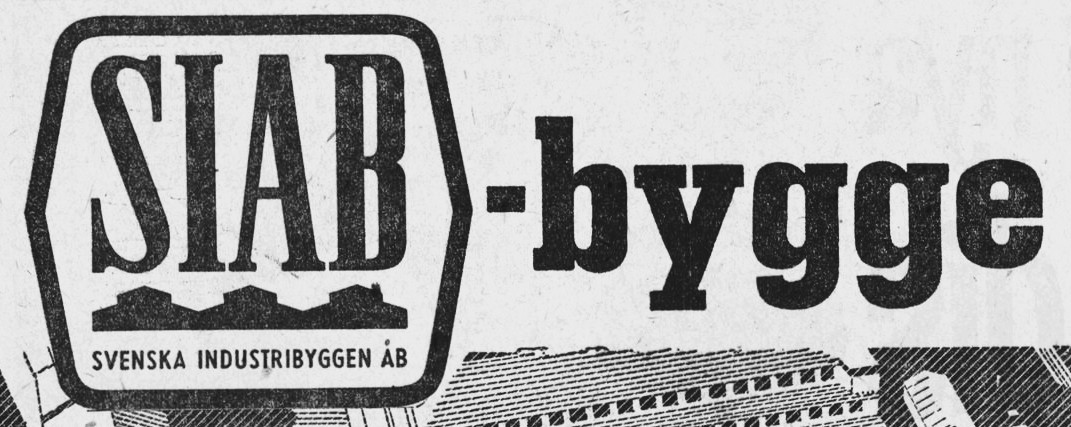
Tidningsannons för SIAB, 1958

Siab (Svenska Industribyggen AB) var ett svenskt byggföretag, grundat 1945. Bolaget fusionerades med NCC 1997.

## Historik

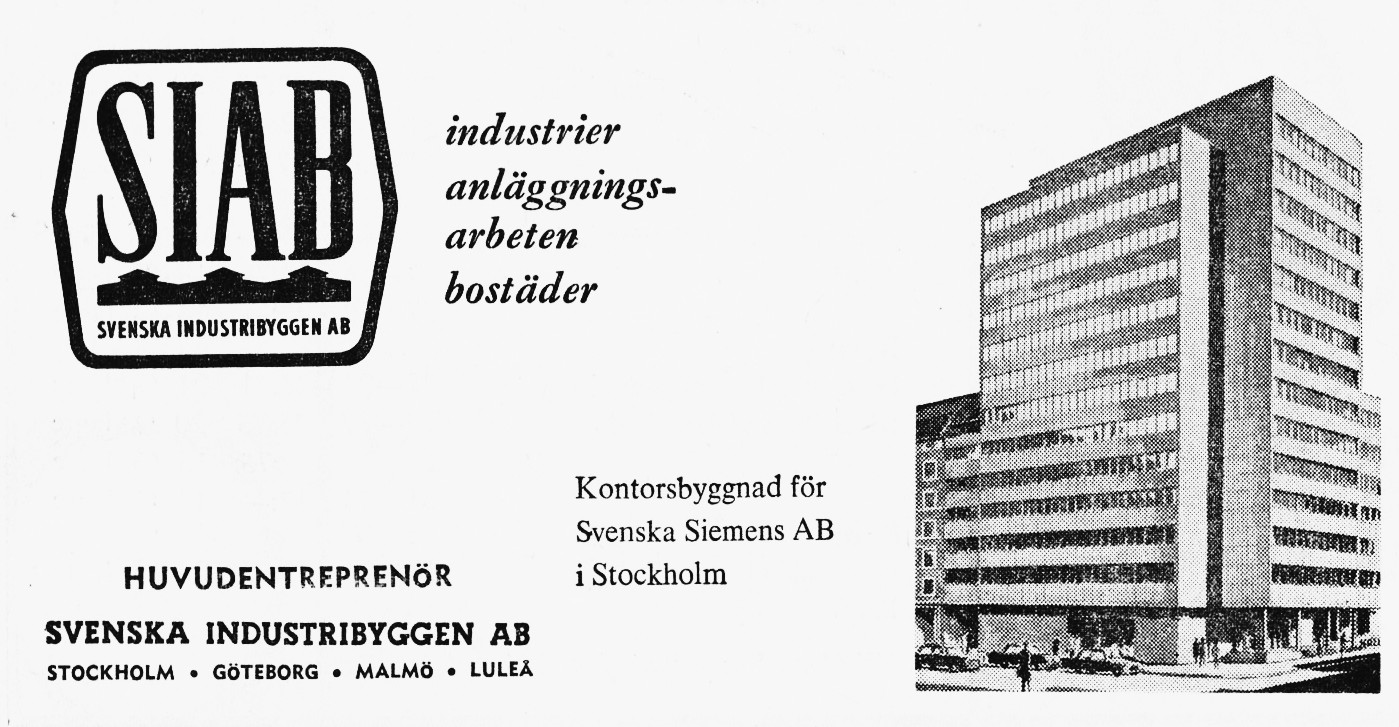
SIAB huvudentreprenör för Siemenshuset i Stockholm, 1963.

Företaget bildades 1945 av byggnadsingenjören Sven Dahlberg tillsammans med civilingenjören Håkan Birke och civilingenjören Carl Pålsson. Dahlberg var mellan 1945 och 1963 bolagets verkställande direktör och dess ordförande 1963–1975. År 1972 ägde Håkan Birke med familj hälften av företaget och Sven Dahlberg med familj den andra hälften. Genom uppköp av konkurrenter växte firman. Bland företag som köptes upp hörde Diös Byggnads AB, Bygg-Oleba och Byggnadsaktiebolaget Olle Engkvist.
Till en början producerades övervägande industribyggnader, därav namnet Svenska industribyggen, så småningom tillkom bostäder. Siab utvecklades till ett av Sveriges största bygg- och anläggningsföretag. Bland annat byggde Siab ett stort antal bostäder som en del av miljonprogrammet på 1960- och 1970-talet. Firman var specialiserad att uppföra småhus och stod därför för många av miljonprogrammets radhus, kedjehus och villor.
Under sin glansperiod (1972) sysselsatte Siab 4200 anställda och hade även uppdrag i DDR, bland annat ett lyxhotell i Sassnitz (1968). Även i det återförenade Tyskland var Siab verksam med ett eget bolag som hade cirka 500 anställda och producerade bostäder, främst billiga radhus som såldes via en egen säljorganisation. Siabs bostadsproduktion är idag Bonava.
I samband med fusionen med NCC hade Siab entreprenaden att bygga Arlandabanan tillsammans med just NCC. Bolaget ingick i Lundbergsfären och hade Fredrik Lundberg som styrelseordförande vid tiden för fusionen med NCC. Lundbergföretagen fick därmed en stor post i det nya NCC.